# 春風亭柏枝 (11代目)
十一代目 春風亭 柏枝（しゅんぷうてい はくし、1974年6月19日 - ）は、落語家。落語芸術協会所属。出囃子は『筑摩祭』。本名∶菊池 貴紀。北海道札幌市出身。父はレークプラシッドオリンピックバイアスロン日本代表の菊地二久。

## 経歴
札幌市立清田中学校、北海道北広島高等学校、札幌学院大学卒業。フリーターを経て上京し、浅草演芸ホールで落語を見て関心を持つ。
2001年3月、七代目春風亭柳橋に入門し春風亭べん橋を名乗る。2004年 - 柳橋没後、兄弟子の十代目春風亭柏枝門下へ移籍。
2005年6月、二ツ目昇進。
2014年5月に五代目柳家小蝠、神田京子と共に真打昇進、十一代目春風亭柏枝を襲名。

## 芸歴
- 2001年3月 - 七代目春風亭柳橋に入門、「べん橋」を名乗る。
- 2004年 - 柳橋没後、兄弟子の十代目春風亭柏枝門下へ移籍。
- 2005年6月 - 二ツ目昇進。
- 2014年5月 - 「十一代目春風亭柏枝」を襲名し真打昇進。